# Rebelião de Saga

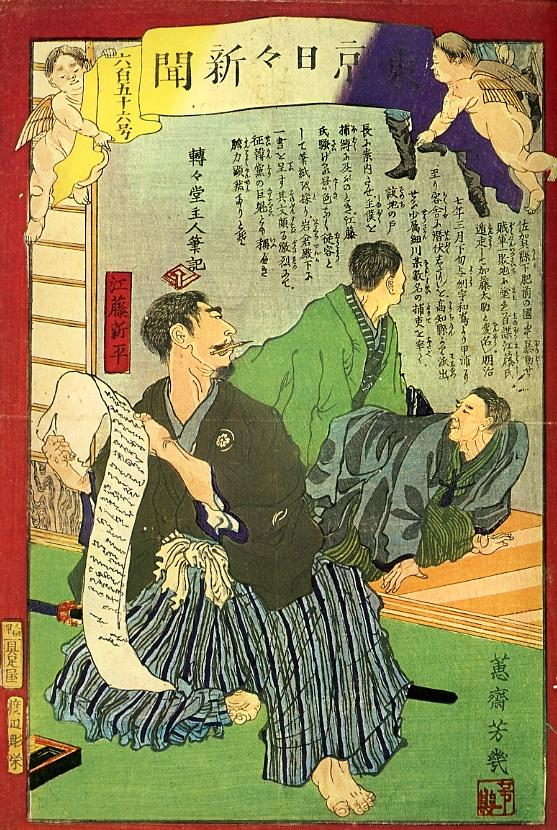
impressão em bloco de madeira de Tokyo Nichinichi Shimbun, 1874, mostrando Eto Shimpei durante a Rebelião de Saga.

A Rebelião de Saga  (佐賀の乱, Saga no ran ) foi uma insurreição samurai no Japão em 1874, comandada por Eto Shimpei e Shima Yoshitake em seu  han (feudo) em Hizen, contra o governo Meiji. 